# Frost (album)
Frost este cel de-al doilea album de studio al formației Enslaved. Este ultimul album de studio cu Trym Torson; acesta avea să se alăture formației Emperor.
În 2011 a fost relansat de casa de discuri Osmose Productions pe disc vinil albastru (limitat la 210 copii), disc vinil negru (limitat la 310 copii) și disc vinil transparent (limitat la 410 copii).
Revista Terrorizer a clasat Frost pe locul 34 în clasamentul "Cele mai bune 40 de albume black metal".

## Lista pieselor
1. "Frost" - 02:52
2. "Loke" (Loki) - 04:21
3. "Fenris" - 07:16
4. "Svarte vidder" (Câmpuri negre) - 08:43
5. "Yggdrasil" - 05:23
6. "Jotunblod" (Sângele jotun-ilor) - 04:07
7. "Gylfaginning[5]" - 05:31
8. "Wotan" (Odin) - 04:12
9. "Isöders dronning" (Regina pustiului de gheață) - 07:45

## Personal
- Grutle Kjellson - vocal, chitară bas
- Ivar Bjørnson - chitară, sintetizator
- Trym Torson - baterie